# Guido Borelli
Guido Borelli né en 1952 à Caluso (Province de Turin) est un peintre italien figuratif de natures mortes, de paysages, de scènes de genre.

## Biographie
Guido Borelli est issu d'une lignée d'artistes et dès l'enfance sa famille l'a toujours encouragé à développer son talent.
Il a remporté un concours à 13 ans et a tenu sa première exposition à l'âge de 17 ans à la Galerie Ars Plauda à Turin.
Après l'école secondaire, il a complété sa formation artistique à l'Académie Albertina de Turin.
Aujourd'hui, plusieurs expositions permanentes montrent ses œuvres dans les galeries d'art du monde entier, principalement en Italie, France, Royaume-Uni et États-Unis.

## Œuvres
- Luce a Venezia
- Mike Phelps
- Dendro
- Nove pesciolini rossi
- Venezia dorata
- I colori del bosco
- Le case nella vigna
- Nel bosco di betulle
- Tra i filari nella vigna

### Expositions permanentes
- Jones & Terwilliger, Carmel, Californie, États-Unis.
- Galleria d'arte Portofino, Portofino, Italie.
- Galerie d'Art -Art Passion-, Saint-Paul-de-Vence, France.
- Fine Art Liaisons, Bryn Mawr, États-Unis.
- French Art Network, La Nouvelle-Orléans, États-Unis.
- StewArt Gallery, Battle, Royaume-Uni
- Poster Galerie, Hambourg, Allemagne.